# Dobříš (zámek)
Rokokový zámek Dobříš ve středočeském stejnojmenném městě je rozsáhlá trojkřídlá stavba s téměř čtvercovým dvorem a zajímavým francouzským a anglickým parkem při jižní straně. Nachází se ve východní části města naproti kostelu.

## Historie

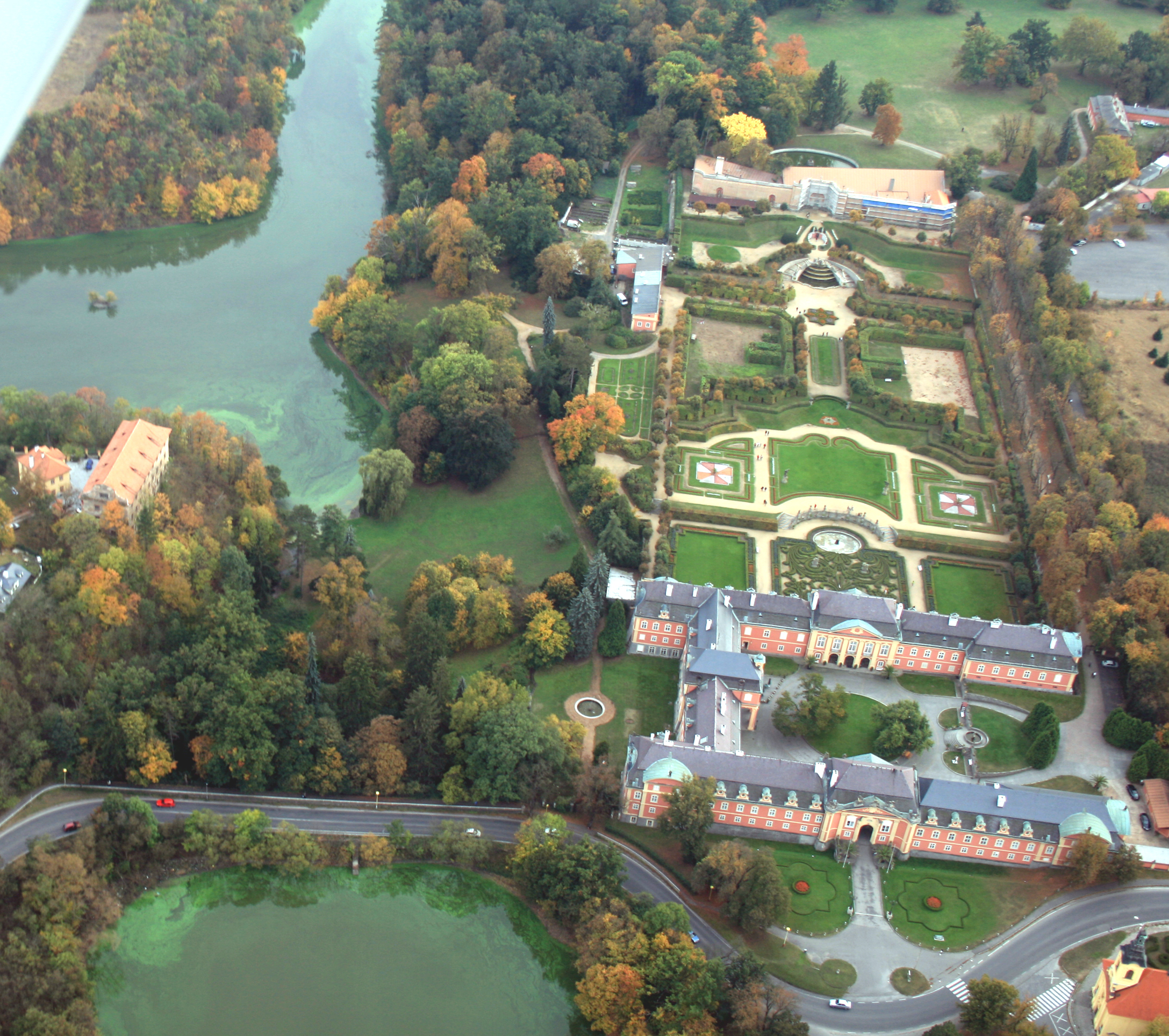
Letecký pohled

Dobříš se v písemných pramenech připomíná poprvé v roce 1252 jako majetek českých králů a již tehdy zde pravděpodobně stálo zde vrchnostenské obydlí, protože první písemná zmínka dokládá pobyt Václava I. Již o deset let později patřilo však panství Rožmberkům, do královského majetku je zpět získal až Jan Lucemburský. On nebo až jeho syn Karel IV. nechali postavit lovecký hrádek Vargač, na němž jsou doloženy příležitostné pobyty Karla IV. a Václava IV. Zikmund Lucemburský přenechal v roce 1422 Dobříš jako zástavu pánům z Kolovrat, od nichž majetek vykoupil Jiří z Poděbrad a přenechal jej svým synům. Ještě v 15. století byla Dobříš znovu zastavena a vystřídalo se zde několik významných šlechtických rodů (Švamberkové, Lobkovicové, Švihovští z Rýzmberka). Časté střídání zástavních držitelů nijak nepřispívalo k prosperitě panství a vzhledem k nepřítomnosti majitelů hrad Vargač postupně chátral. 
Přímým majetkem panovníků se Dobříš stala znovu v roce 1569, kdy panství ze zástavy vyplatil císař Maxmilián II. Ten Dobříš povýšil na městečko a panství s šestnácti vesnicemi rozšiřoval dalšími nákupy. Jeho nástupce Rudolf II. nechal vedle hospodářského dvora postavit obydlí pro hejtmana panství, které v té době zahrnovalo 39 vesnic. V roce 1611 se panství dostalo znovu do zástavy Alžběty z Lobkovic a její dcery Anny, provdané Fürstenbergové. Ve finanční tísni během třicetileté války nakonec panství prodal císař Ferdinand II., který již delší dobu uvažoval o uvolnění některého z komorních panství. V roce 1630 koupil Dobříš za 40 000 zlatých vojevůdce a císařský nejvyšší štolba hrabě Bruno III. z Mansfeldu (1576–1644). Jeho syn, František Maxmilián později přistoupil k opravě hradu, ale po požáru v roce 1720 jej Mansfeldové definitivně opustili. 
Když roku 1720 hrad vyhořel, dal kníže Jindřich Pavel z Mansfeldu postavit nynější zámek. Současná podoba zámku pochází z let 1745–1765, kdy byla provedena přestavba původního barokního sídla poničeného požárem. Když roku 1780 knížetem Václavem Janem vymřel rod Mansfeldů po meči, dobříšského panství se ujala jeho sestra Marie Isabela. Ta pojala roku 1771 za manžela knížete Františka Gundakara z Colloreda a stala se tak spoluzakladatelkou nynějšího rodu Colloredo-Mansfeldů.
Až do druhé světové války jej vlastnil šlechtický rod Colloredo-Mansfeldů. V roce 1942 jej vyvlastnili nacisté a zámek sloužil jako sídlo říšského protektora. V roce 1945 jej získal československý stát a od této doby až do devadesátých let 20. století sloužil Svazu českých spisovatelů jako Domov spisovatelů. V roce 1991 na zámku přebývala po návratu z emigrace česká herečka Adina Mandlová. Po krátké době byla ale ze zdravotních důvodů převezena do příbramské nemocnice, kde zemřela 16. června 1991.
V roce 1998 byl navrácen potomkům bývalých vlastníků, rodině Colloredo-Mansfeldů. Současným majitelem zámku je Jerome Colloredo-Mannsfeld (* 1949), který žije střídavě zde na dobříšském zámku a střídavě na zámku Gstatt v Rakousku.

## Architektura

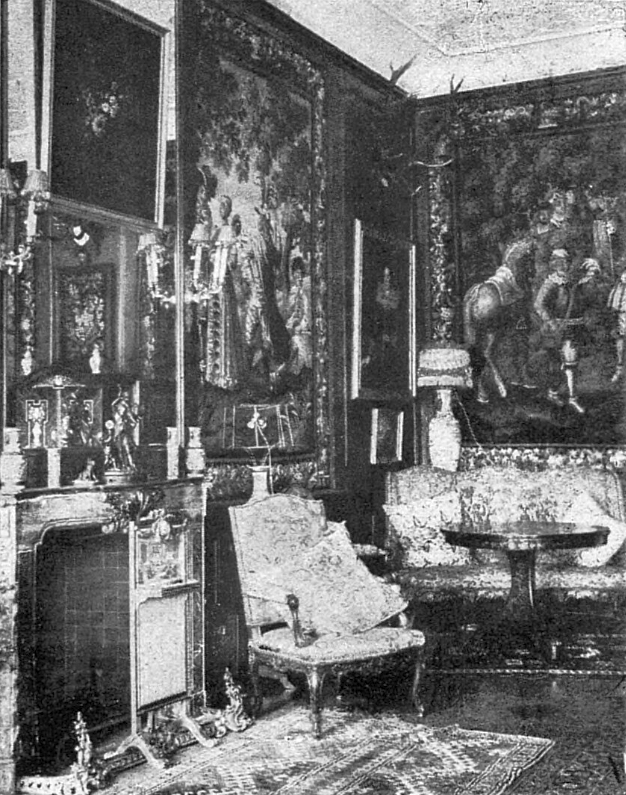
Kulečníkový sál s gobelíny (před rokem 1918)

Dobříšský zámek je rozsáhlá dvoupatrová budova ušlechtilého rokokového slohu, která je tvořena hlavním průčelím obráceném k východu a k němuž přiléhají po obou stranách rozsáhlá křídla. Hlavní, severní branou, která je vyzdobena ve štítě mytologickými sousošími a knížecím znakem, se vchází na nádvoří. V přízemí jižního traktu byla domácí kaple svaté Anny s obrazy českého malíře Františka Xavera Procházky. Z komnat, plných starožitného nábytku, obrazů a jiných vzácných památek, byl nejzajímavější prostranný sál, jehož stěny a strop zdobily fresky Jana Petra Molitora z roku 1746 a velké podobizny zakladatele zámku a jeho choti. Stěny pracovny knížete a kulečníkový sál pokrývaly drahocenné gobelíny. K zámku přiléhá na jižní a východní straně rozsáhlý francouzský park, který byl zřízen z části po způsobu schönbrunnské zahrady. Četné vázy a mytologické sochy, jakož i nádherná fontána jsou dílem českého sochaře Ignáce Platzera. Jižní část parku s Huťským rybníkem byla upravena v anglickém stylu.

## Současnost

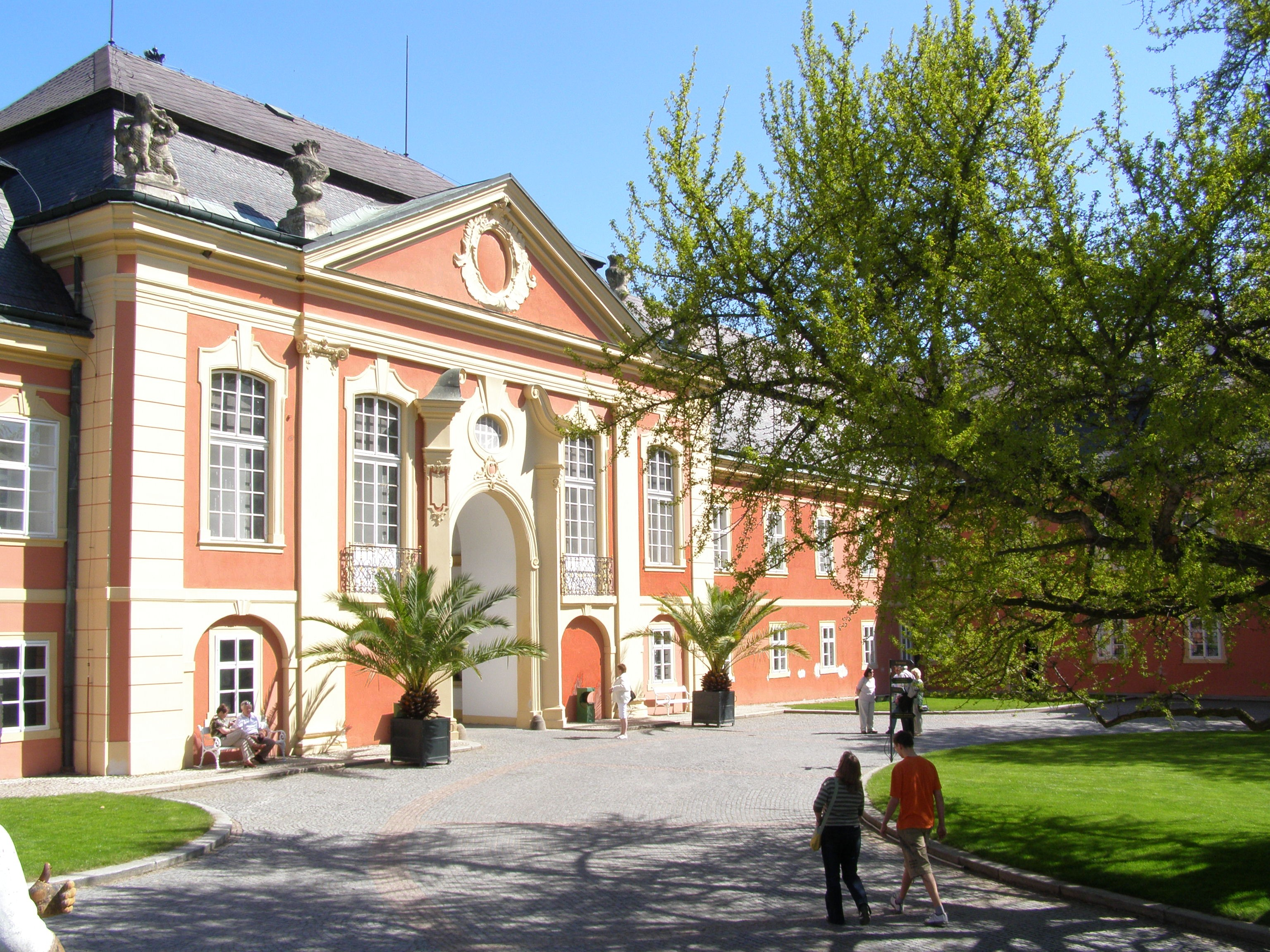
Nádvoří zámku

Zámek i parky jsou přístupné veřejnosti. Bývalá konírna je využívána pro svatby, zrcadlový sál slouží také k pořádání koncertů. V severním křídle zámecké budovy je od roku 2006 Hotel zámek Dobříš se stylovou zámeckou restaurací a kavárnou. Prostory hotelu byly původně součástí zámecké konírny a po druhé světové válce byly využívány k dlouhodobému pobytu pracovníků Českého literárního fondu. 

### Parky
K zámku náleží francouzská zahrada i anglický park. Francouzský park je členěn do pěti výškových úrovní.
V základní úrovni se nachází fontána se sousoším dětí hrajících si s delfínem od Ignáce Platzera a čtveřice soch, které mohou pocházet z období vzniku parku: Gigant (Samson), Herkules, Kůň napadený lvem a Býk napadený psy.
Druhá úroveň je oddělena dvouramenným schodištěm, na kterém jsou alegorické sošky puttů:
- Jaro
- Léto
- Podzim
- Zima
- Řemeslo
- Domácnost
- Vojenství
- Obchod
- Válečný invalida
- Poutník do Compostely

V této úrovni se nachází i dvě Platzerova zrcadlově orientovaná sousoší únos Persefony. Na dolním konci třetí úrovně jsou dvě zdobené vázy s mytologickými motivy. Čtvrtá úroveň je od třetí oddělena fontánou napájení Heliových koní, opět od Ignáce Platzera. Na poslední úrovni se nachází oranžerie, která odděluje francouzský a anglický park, v nikách jsou pak postavy čtyř mytologických postav, z nichž Apollón je zřejmě opět Platzerovým dílem:
- Apollón
- Afrodita
- Meleagros
- Artemis

Sochařská výzdoba je zakončena Tritonovou fontánou, která je součástí systému fontán, ale nachází se již v anglickém parku. Dále je ve francouzském parku pomník vypuštění ondater v Evropě. Anglický park je oproti tomu upraven romanticky a krajinářsky.

### Návštěvnost
| Rok  | Počet návštěvníků |
| ---- | ----------------- |
| 2015 | 44 364            |
| 2016 | 49 257            |
| 2017 | 54 637            |

### Filmy a seriály
V dobříšském zámku často probíhá natáčení filmů, v minulosti se jednalo např.:
- Immortal (Nesmrtelný) (2000) v hlavní roli Lorenzo Lamas
- Shanghai Knights (Rytíři ze Šanghaje) (2002) v hlavní roli Jackie Chan a Owen Wilson
- From Hell (Jack Rozparovač) (2000) v hlavní roli Johnny Depp
- Anděl a prezident
- Au Pair 2 (2001)
- Princ a já 2 (2006)
- Princezna ze mlejna 1, 2
- Čertoviny (2018, režie Zdeněk Troška)

a mnoho dalších…

### Videoklipy a Fotoalba
Dobříšský zámek si také oblíbily hvězdy pro natáčení videoklipů a focení. Jde např. o:
- Prince in Prague (2006) fotoalbum jihokorejské hudební skupiny TVXQ

## Galerie

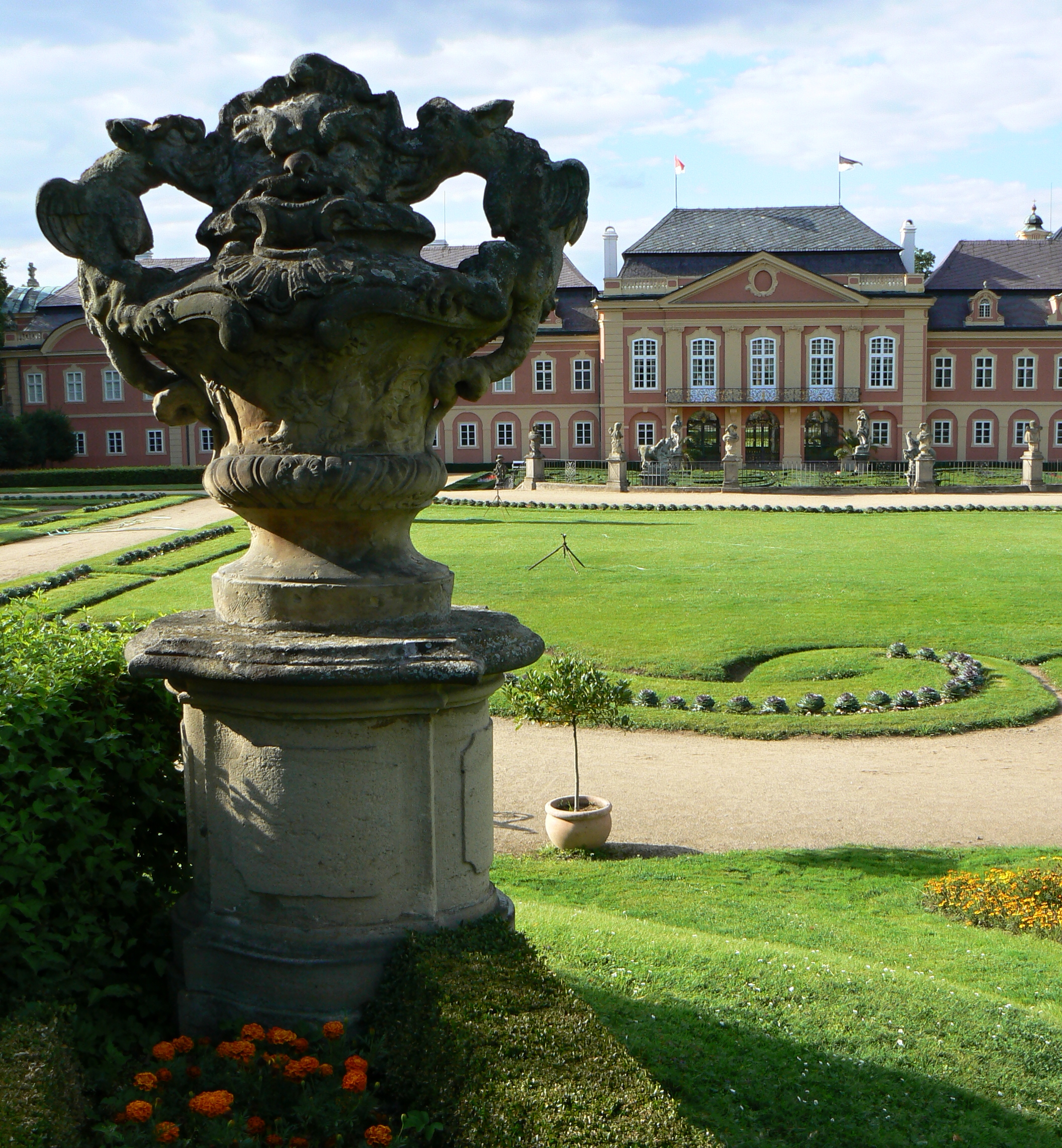
Ve francouzském parku je bohatá sochařská výzdoba
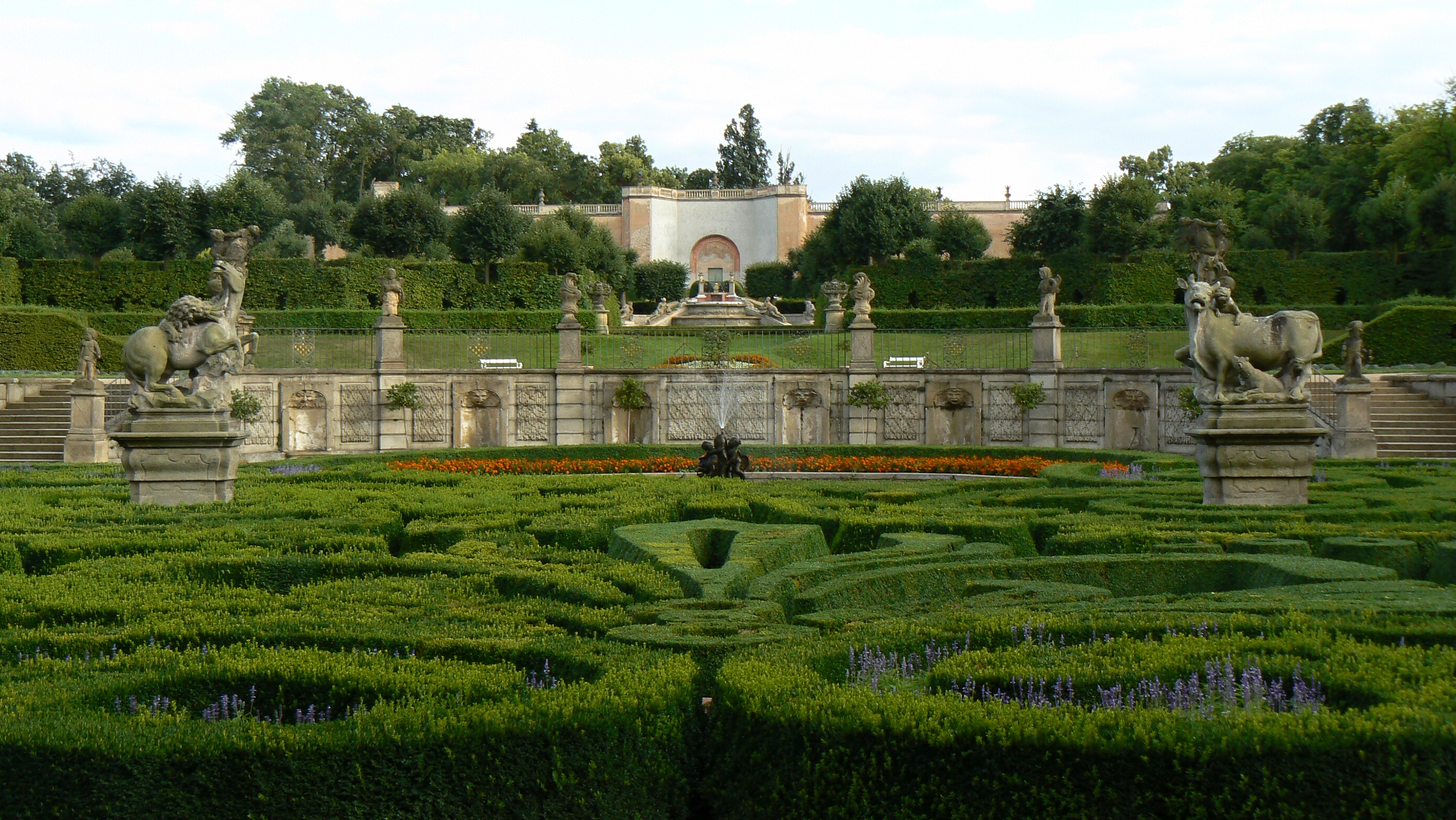
Buxusové bludiště a sochy
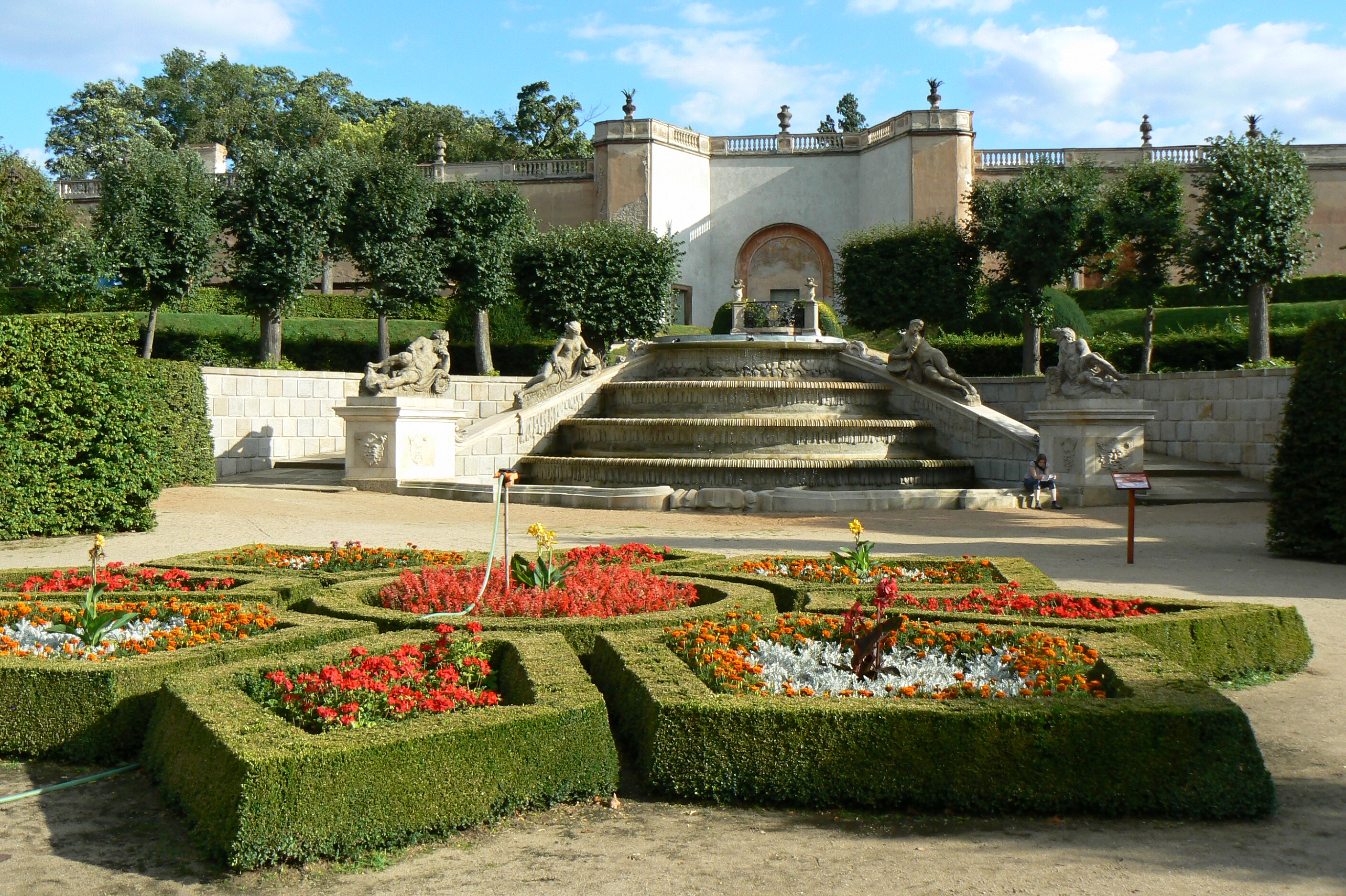
Fontána napájení Heliových koní
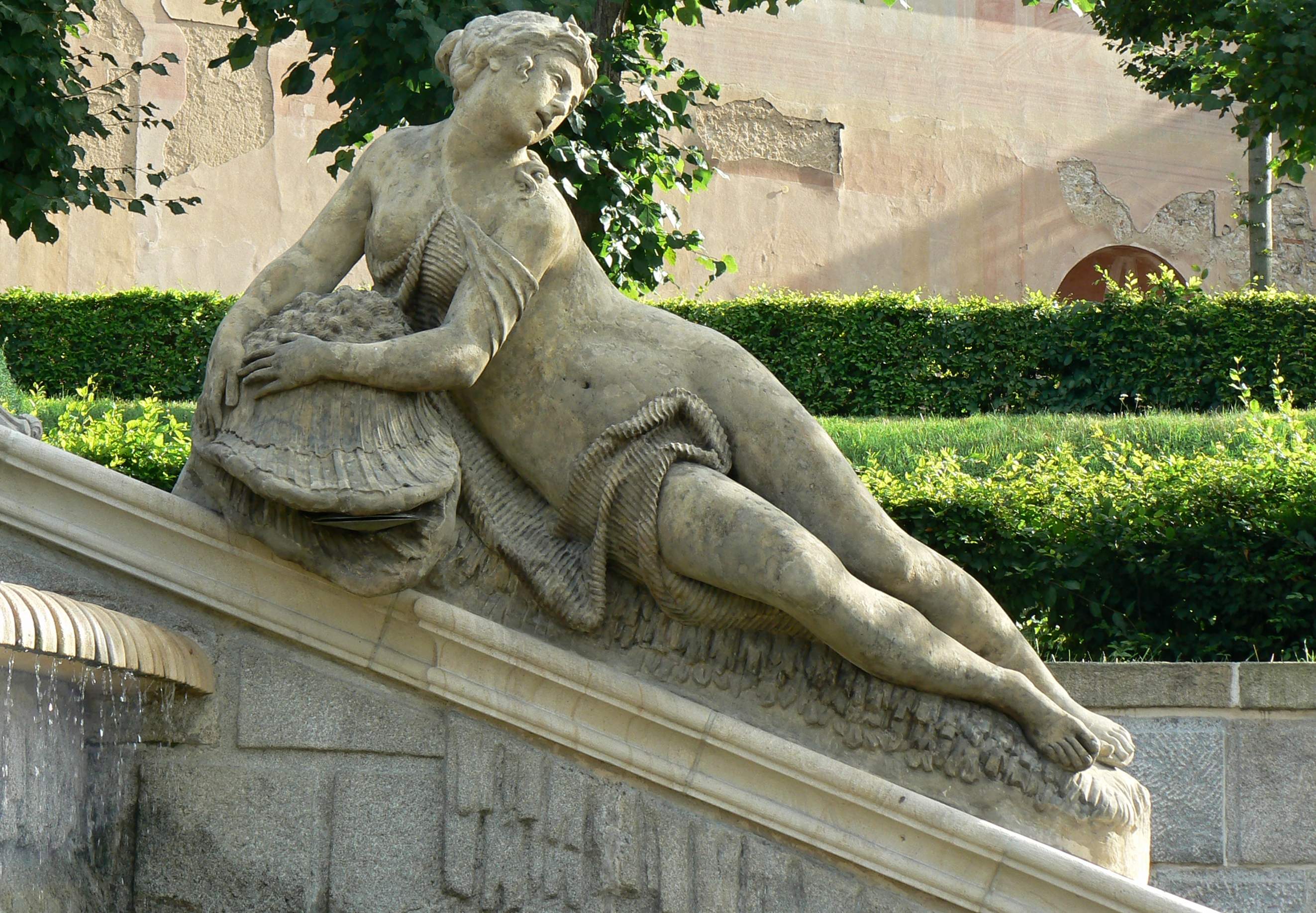
Socha na fontáně
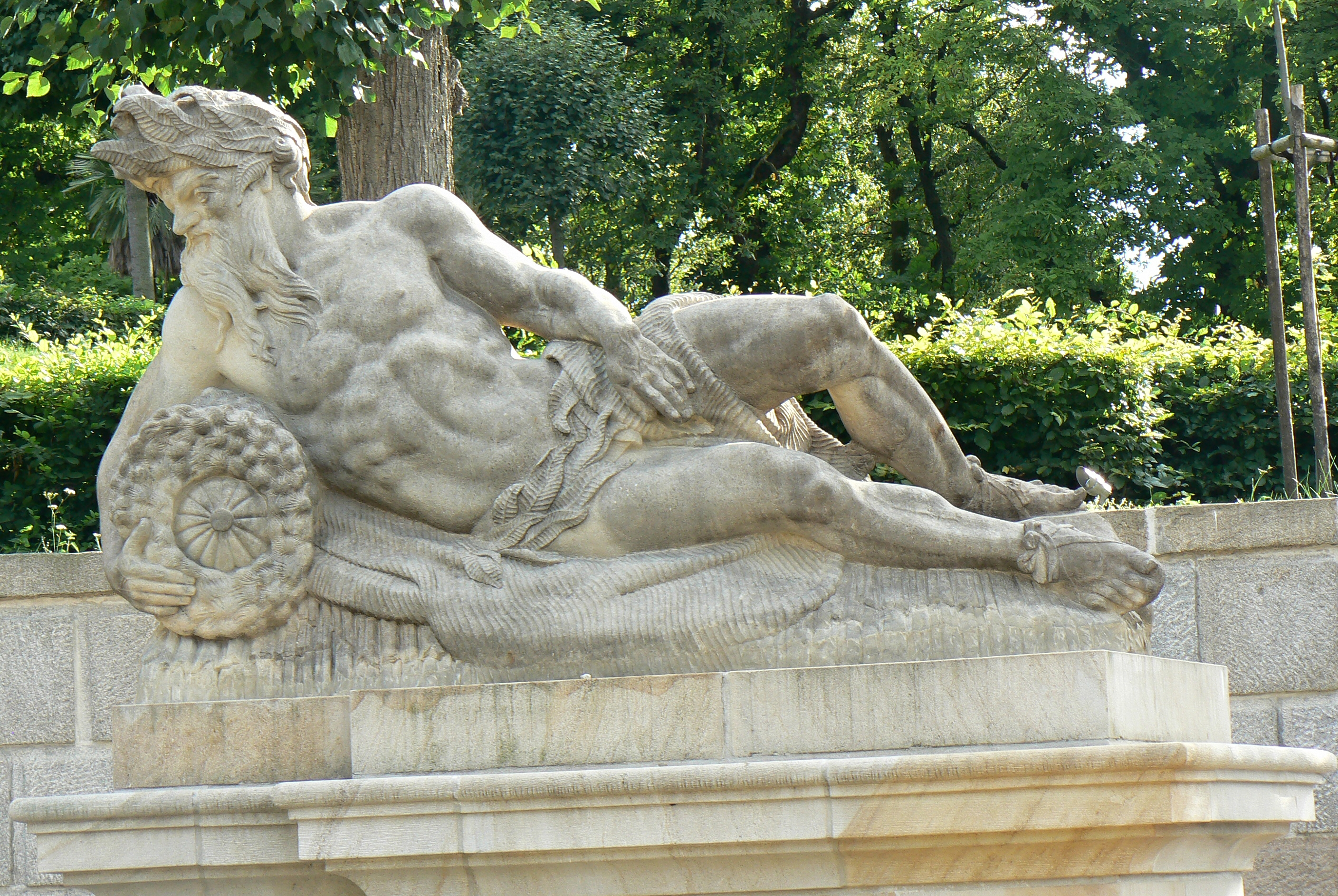
Socha na fontáně
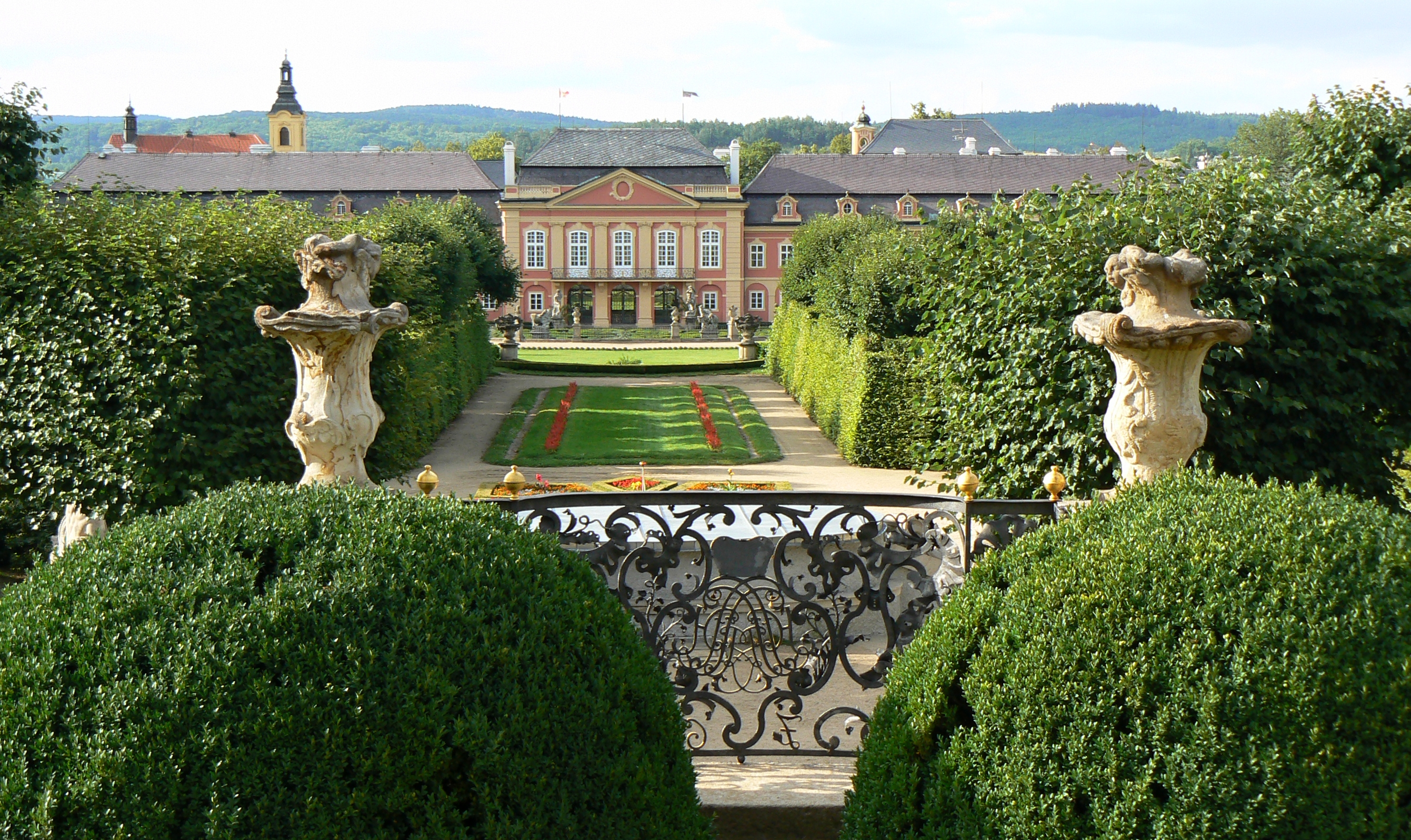
Pohled od bývalé oranžerie přes terasovitý francouzský park
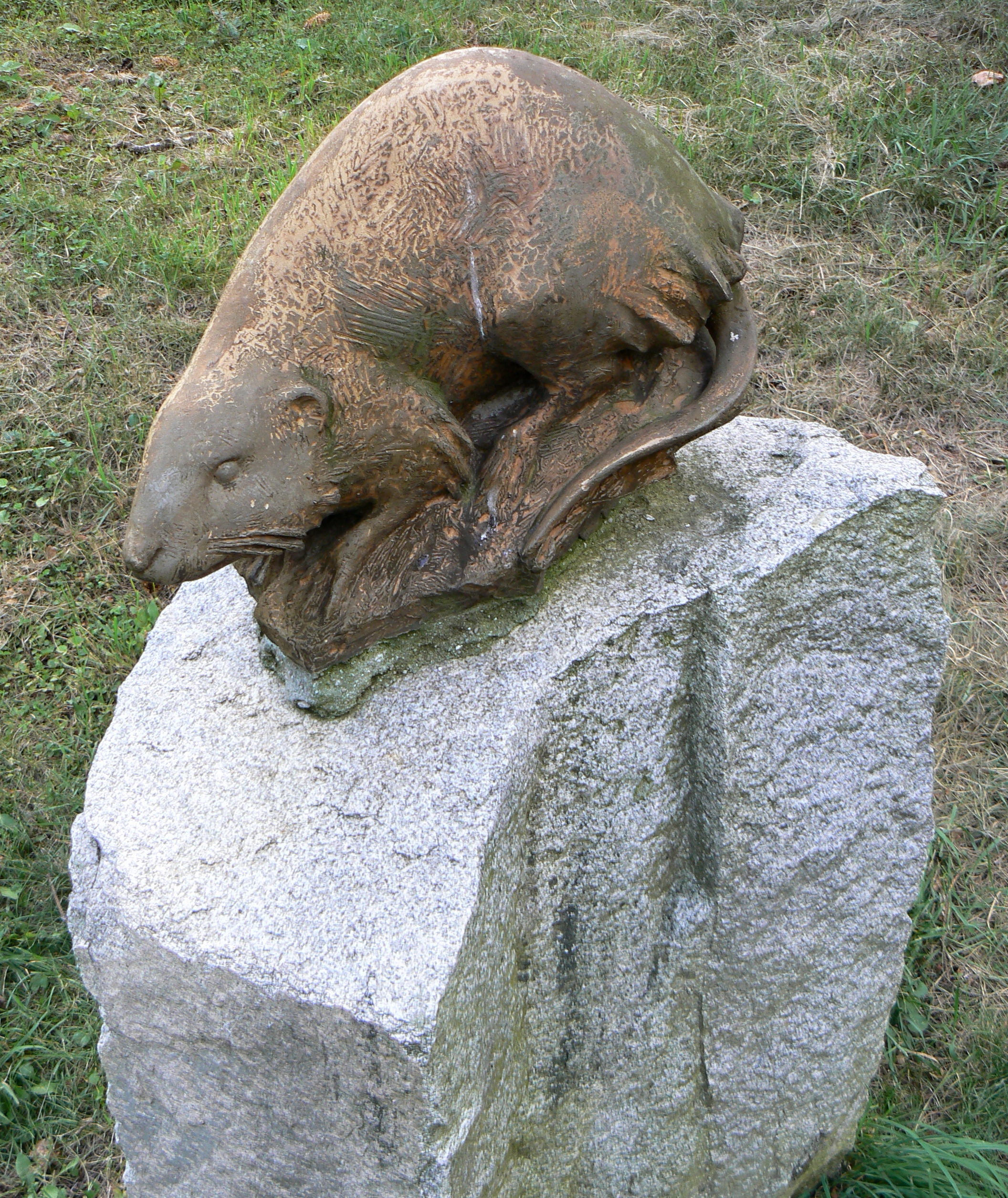
Památník vysazení ondater na evropském kontinentu